# Mistrovství Evropy v judu 2018
Mistrovství Evropy ve váhových kategoriích v judu v roce 2018 proběhlo v hlavním městě Izraele v Tel Avivu v areálu výstaviště Convention Center ve dnech 26. až 28. dubna 2018.

## Informace a program turnaje
- seznam účastníků

- ČTV – 26.04.2018 – superlehká váha (−60 kg, −48 kg), pololehká váha (−66 kg, −52 kg), lehká váha −57 kg)
- PÁT – 27.04.2018 – lehká váha (−73 kg), polostřední váha (−81 kg, −63 kg), střední váha (−70 kg)
- SOB – 28.04.2018 – střední váha (−90 kg), polotěžká váha (−100 kg, −78 kg), těžká (+100 kg, +78 kg)

## Česká stopa
podrobně zde

## Výsledky

### Muži
podrobné výsledky
| Kategorie | Zlato                     | Stříbro                | Bronz                       | Bronz                   |
| --------- | ------------------------- | ---------------------- | --------------------------- | ----------------------- |
| -60 kg    | Islam Jašujev (RUS)       | Janislav Gerčev (BUL)  | Ashley McKenzie (GBR)       | Beslan Mudranov (RUS)   |
| -66 kg    | Adrian Gomboc (SLO)       | Matteo Medves (ITA)    | Tal Flikr (ISR)             | Dmitrij Šeršaň (BLR)    |
| -73 kg    | Ferdinand Karapeťan (ARM) | Hidajat Hejdarov (AZE) | Bilal Çiloğlu (TUR)         | Tommy Macias (SWE)      |
| -81 kg    | Sagi Muki (ISR)           | Sami Chouchi (BEL)     | Antonio Esposito (ITA)      | Aslan Lappinagov (RUS)  |
| -90 kg    | Michail Igolnikov (RUS)   | Nemanja Majdov (SRB)   | Nikoloz Šerazadišvili (ESP) | Theodoros Celidis (GRE) |
| -100 kg   | Toma Nikiforov (BEL)      | Cyrille Maret (FRA)    | Zelim Kocojev (AZE)         | Peter Palčik (ISR)      |
| +100 kg   | Lukáš Krpálek (CZE)       | Tamerlan Bašajev (RUS) | Stephan Hegyi (AUT)         | Henk Grol (NED)         |

### Ženy
podrobné výsledky
| Kategorie | Zlato                        | Stříbro                   | Bronz                       | Bronz                      |
| --------- | ---------------------------- | ------------------------- | --------------------------- | -------------------------- |
| -48 kg    | Irina Dolgovová (RUS)        | Éva Csernoviczká (HUN)    | Maryna Čerňaková (UKR)      | Milica Nikolićová (SRB)    |
| -52 kg    | Natalja Kuzjutinová (RUS)    | Distria Krasniqiová (KOS) | Gefen Primová (ISR)         | Evelyne Tschoppová (SUI)   |
| -57 kg    | Nora Gjakovaová (KOS)        | Theresa Stollová (GER)    | Anastasija Konkinová (RUS)  | Telma Monteirová (POR)     |
| -63 kg    | Clarisse Agbegnenouová (FRA) | Tina Trstenjaková (SLO)   | Lucy Renshallová (GBR)      | Martyna Trajdosová (GER)   |
| -70 kg    | Kim Pollingová (NED)         | Sally Conwayová (GBR)     | Gemma Howellová (GBR)       | Michaela Polleresová (AUT) |
| -78 kg    | Madeleine Malongaová (FRA)   | Audrey Tcheuméová (FRA)   | Natalie Powellová (GBR)     | Anna-Maria Wagnerová (GER) |
| +78 kg    | Romane Dicková (FRA)         | Larisa Cerićová (BIH)     | Jelyzaveta Kalaninová (UKR) | Tessie Savelkoulsová (NED) |

## Vybrané novinky v pravidlech v roce 2018
- Dvě bodovaní wazari znamenají opět konec zápasu, ippon.
- Rozhodčí má nově možnost diskvalifikovat, udělením třetího šida oba závodníky za pasivní judo.